# Стад Шапу
43°36′31″ пн. ш. 1°25′09″ сх. д. / 43.608611111111° пн. ш. 1.4191666666667° сх. д.
Le Stade Chapou (або Stade Jacques-Chapou) — стадіон, розташований на вулиці Амідоньє в Тулузі.
До Другої світової війни називався Стад дю Т. О. Е. К. до Другої світової війни, під час війни — Стадіон імені генерала Ханцигера (Stade du Général Huntziger) під час війни, після війни — Стад Шапу (на честь Жака Шапу (1909—1944), французького діяча Опору).
Цей стадіон зруйнований у 1965 році для будівництва студентського гуртожитку для професорсько-викладацького складу.

## Чемпіонат світу з футболу 1938 року
Стадіон «Стад дю Т. О. Е. С.» у старому Парку спорту був одним з місць проведенняЧемпіонату світу з футболу 1938 року, і на ньому проводилися наступні матчі (спочатку планувалося перенести на новий стадіон нового Парку спорту):
| Дата          | Команда № 1 | рез. | Команда № 2 | Раунд                 | Відвідуваність |
| ------------- | ----------- | ---- | ----------- | --------------------- | -------------- |
| 5 червня 1938 | Куба        | 3–3  | Румунія     | Перший тур            | 7000           |
| 9 червня 1938 | Куба        | 2–1  | Румунія     | Повтор першого раунду | 8000           |